# Kórnik
Kórnik é um município da Polônia, na voivodia da Grande Polônia e no condado de Gniezno. Estende-se por uma área de 5,99 km², com 7 784 habitantes, segundo os censos de 2016, com uma densidade de 1299,5 hab/km².

## Lugares notáveis
- Castelo de Kórnik: Construído no século XIV, e depois remodelado em 1855 pelo arquiteto Karl Friedrich Schinkel, foi recebido pela Polônia como herança de seu último dono, Conde Władysław Zamoyski, que não tinha filhos. Atualmente o castelo abriga um museu, onde estão à mostra móveis históricos, pinturas e esquipamentos militares antigos. E também uma biblioteca com aproximadamente 350.000 livros, sendo 30.000 deles mais velhos que 150 anos e 15.000 manuscritos.

## Personalidades
- Wisława Szymborska (1923-2012), prémio Nobel da Literatura de 1996